# Municipio de Kristinehamn
Kristinehamn (en sueco: Kristinehamns kommun) es un municipio de la provincia de Värmland, en el suroeste de Suecia. Su sede se encuentra en ciudad de Kristinehamn. El municipio actual se creó en 1971 cuando la antigua ciudad de Kristinehamn se fusionó con partes de los dos municipios rurales disueltos Visnum y Väse..

## Localidades
Hay cuatro áreas urbanas (tätort) en el municipio:
| # | Tätort       | Población |
| - | ------------ | --------- |
| 1 | Kristinehamn | 18 677    |
| 2 | Björneborg   | 1178      |
| 3 | Bäckhammar   | 294       |
| 4 | Ölme         | 212       |

## Ciudades hermanas
Kristinehamn esta hermanado o tiene tratado de cooperación con:
- Skagen, Dinamarca
- Farsund, Noruega
- Seinäjoki, Finlandia
- Rautavaara, Finlandia
- Elva, Estonia
- Brodnica, Polonia